# Kozue Amano
Kozue Amano, in giapponese 天野こずえ? (Saitama, 26 maggio 1974), è una fumettista giapponese, celebre per ARIA, manga ambientato a Neo Venezia, città di Marte ispirata a Venezia.

## Biografia
Kozue Amano esordisce nel 1995 con l'opera Roman Club, che viene seguita da Crescent Noise. Alla conclusione di questa, dopo aver pubblicato tre raccolte di storie brevi, nel 2001 comincia la serializzazione di AQUA, che viene inizialmente pubblicato dalla Enix, per poi passare alla Mag Garden e cambiare nome in ARIA. Da quest'opera, pubblicata in Italia dalla Star Comics tra il 2006 e il 2009, vengono tratte tre serie anime e un OAV.
Dopo la conclusione di ARIA a inizio 2008, dal 2009 si dedica ad Amanchu!; la serializzazione del manga passa da mensile a quadrimestrale nella seconda metà del 2010 a causa della maternità, tornando mensile ad aprile 2012. A settembre 2012 GP Publishing ne annuncia la pubblicazione in Italia a partire da marzo 2013.

## Opere

### Manga
- Roman Club (浪漫倶楽部?, Rouman Kurabu) – 6 volumi, 1995-1996
- Mukūkai - Amano Kozue Tanpenshu 1 (夢空界?, Mukūkai) – volume unico, 1996
- Crescent Noise (クレセントノイズ?, Kuresento Noizu) – 6 volumi, 1997-2001
- Sora no uta - Amano Kozue Tanpenshu 2 (空の謳?, Sora no uta) – volume unico, 1999
- Ohi-sama egao (おひさま笑顔?) – volume unico, 2000
- AQUA (アクア?) – 2 volumi, 2001
- ARIA (アリア?) – 12 volumi, 2002-2008
- Amanchu! (あまんちゅ！?) – 17 volumi, 2009-2021

### Altro
- Kozue World - Postcard Book (こずえWorld - ポストカードブック?, Kozue World - Posutokādo Bukku)
- ARIA Premium Poster Book (ARIA プレミアムポスターブック?, ARIA Puremiamu Posutā Bukku)
- Alpha – artbook
- Stella – artbook
- Cielo – artbook
- Birth – artbook
- Kochira Katsushika-ku Kameari kōen-mae hashutsujo - Chōkochikame (こちら葛飾区亀有公園前派出所「超こち亀」?) (contributo)
- Tokinodaichi Perfect Guide Book (刻の大地 パーフェクトガイドブック?, Tokinodaichi Pāfekuto Gaido Bukku) (contributo)
- Mamotte Shugogetten! FANBOOK Sakurano Minene no hon (まもって守護月天!FAN BOOK 桜野みねねの本?) (contributo)
- Tabi to michizure (タビと道づれ?) (contributo)